# La torre de Babilonia
La torre de Babilonia es una novela corta de ciencia ficción del escritor estadounidense Ted Chiang, publicada por primera vez en 1990 por Omni. La narración retoma el mito de la Torre de Babel como un megaproyecto de construcción, en un escenario donde los principios de la cosmología precientífica (Tierra plana, geocentrismo y firmamento) son literalmente verdaderos. Fue la primera obra publicada de Chiang.
La historia ganó el Premio Nébula al mejor relato en 1990 y fue reimpresa en la antología de Chiang de 2002, La historia de tu vida.

## Argumento
La historia tiene lugar en la antigua Babilonia, pero ambientada en un mundo donde la cosmología hebrea antigua es precisa: la Tierra es plana y está cubierta por una bóveda celeste, que alberga al Sol y a la Luna en su interior. La humanidad ha estado trabajando durante siglos en una enorme torre para alcanzar la bóveda y entrar en el dominio de Yahvé. Hillalum, el protagonista, se encuentra entre varios mineros contratados para perforar la bóveda. También han llegado canteros procedentes de Egipto con experiencia en el trabajo del granito. En Babilonia se lleva a cabo una celebración durante ocho días, desde que se colocó el último ladrillo.
Hillalum y los demás mineros comienzan el ascenso de cuatro meses a la cima de la torre a través de una escalera de caracol doble. Aprenden más sobre la sociedad de la torre. Los que están más arriba nunca han tocado el suelo y generaciones enteras viven de los huertos de los balcones. Hillalum presencia la puesta del sol en el borde del mundo y percibe que la oscuridad de la noche es la sombra de la Tierra.
Al alcanzar la trayectoria de la Luna y el Sol, el calor abrasador obliga al equipo a escalar durante la noche. Cruzan el campo de estrellas, cada una no más grande que una persona, y que ocasionalmente caen a la Tierra como una estrella fugaz literal, y descubren que una estrella se estrelló contra la torre hace mucho tiempo y se enfrió hasta convertirse en "metal celestial".
Finalmente llegan a la bóveda, una vasta llanura de aspecto granítico. Recordando el Diluvio de hace mucho tiempo, les preocupa que al perforar la bóveda se pueda abrir un depósito de agua y desatar un segundo Diluvio, ya sea por castigo de Yahvé o por inacción. Como medida de precaución, la excavación sigue una técnica egipcia para preparar un bloque de granito para bloquear la entrada del túnel en caso de inundación.
Pasaron los años mientras excavaban un túnel en la bóveda, antes de que perforaran un depósito de agua y tuvieran que cerrar el túnel, dejando a Hillalum atrapado. Apenas evitando ahogarse, entra en la fuente del agua y asciende a la superficie. Al principio cree que está en el cielo, pero se entera de que está nuevamente en la Tierra, cerca de donde comenzó. Hillalum se da cuenta de que el mundo es, según la construcción de Yahvé, similar a un sello cilíndrico: los humanos perciben el Cielo y la Tierra como huellas separadas en los bordes de una tablilla de arcilla, aunque las huellas estén una al lado de la otra en el cilindro. La construcción de la torre no enfureció a Yahvé porque fue un intento inútil desde el principio, ya que Él hizo geométricamente imposible que los humanos entraran al Cielo. Hillalum regresa a la torre para compartir su descubrimiento con el mundo.

## Recepción
Joshua Rothman escribe en The New Yorker que la novela tiene la estructura de una parábola y una concreción material extraña e inflexible. Especialmente cuando describe antiguas técnicas de corte de piedra, Ted Chiang escribe exactamente lo que habría sido la ciencia ficción de una era anterior, sus cuentos evocan una sensación celestial de atemporalidad.
La torre de Babilonia ganó el Premio Nébula de 1990 al mejor relato. Fue nominado al Premio Hugo al mejor relato así como para el Locus Award de 1991.